# 牛留池
牛留池（うしどめいけ）は、長野県松本市安曇の乗鞍高原にあり、乗鞍高原を代表する池である。標高1580ｍにある。

## 概要
休暇村乗鞍高原の東側100ｍほどに位置し、乗鞍岳が噴火してできた溶岩台地の窪地にある。ルリイトトンボなどの高山トンボや、サンショウウオ・モリアオガエルが生息し、ミツガシワやミズバショウが群生する。

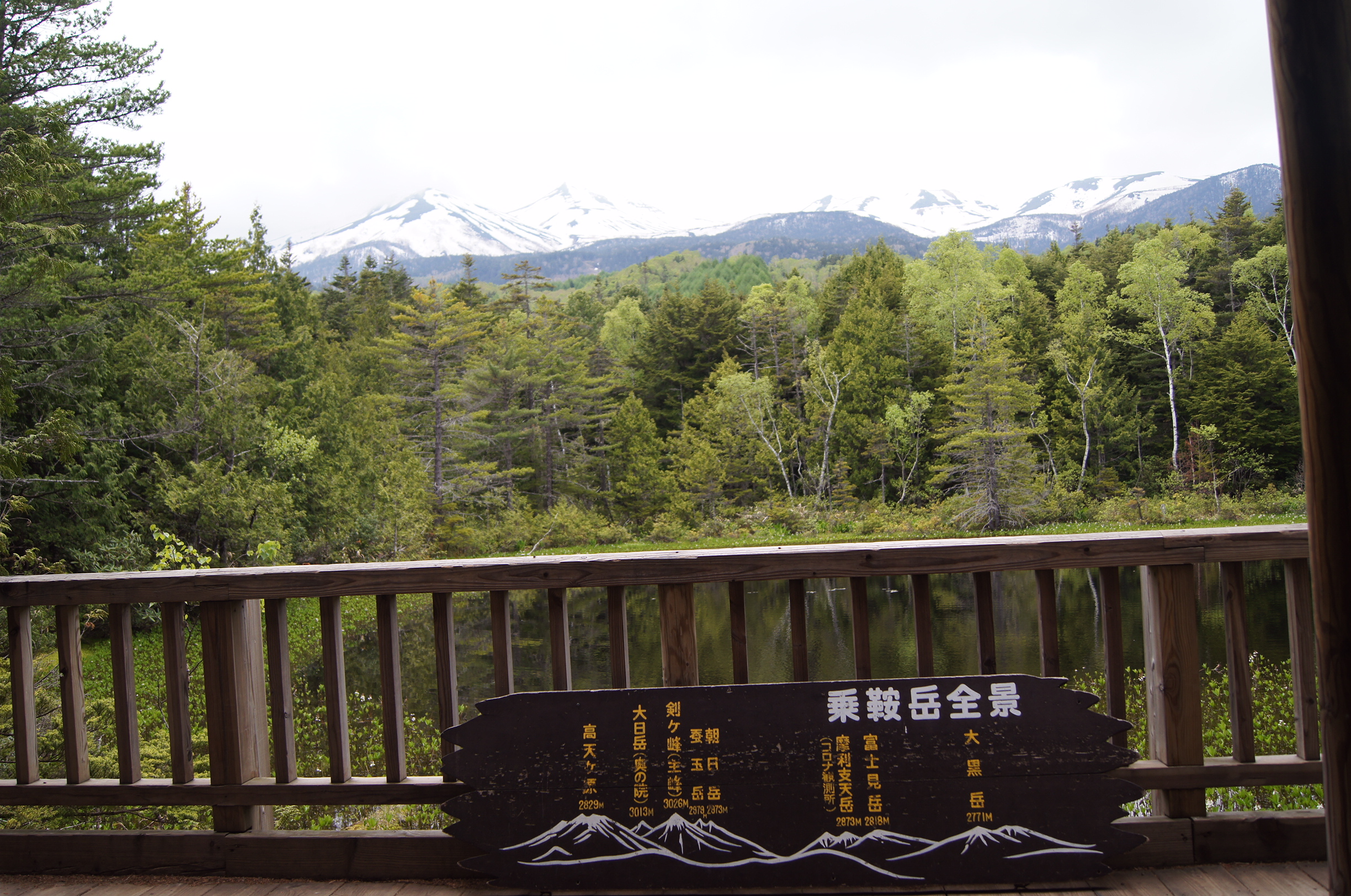
展望台にある案内板を入れて撮影
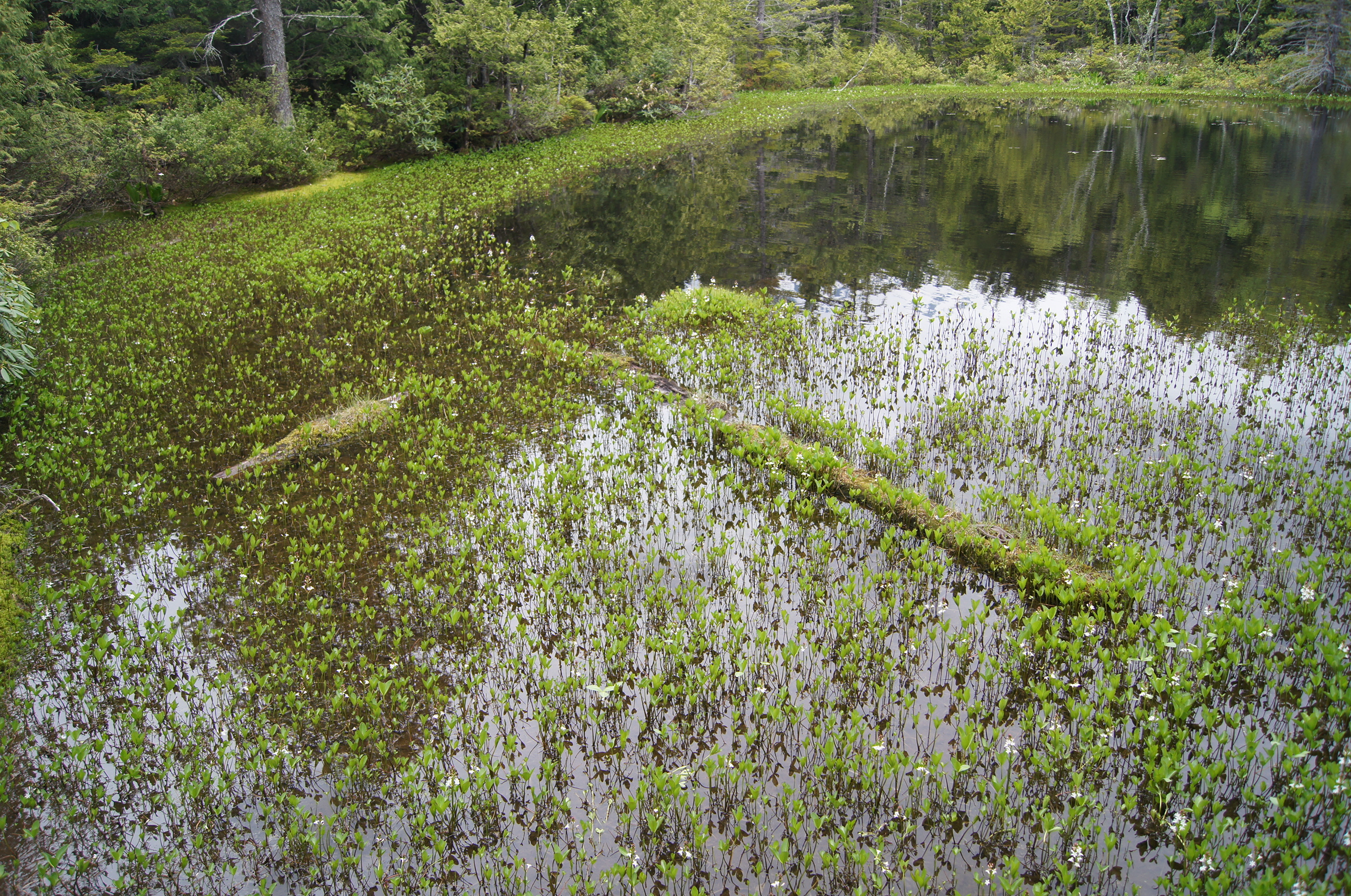
6月5日の池面の様子。2012年は夏の訪れがいつもより遅かった
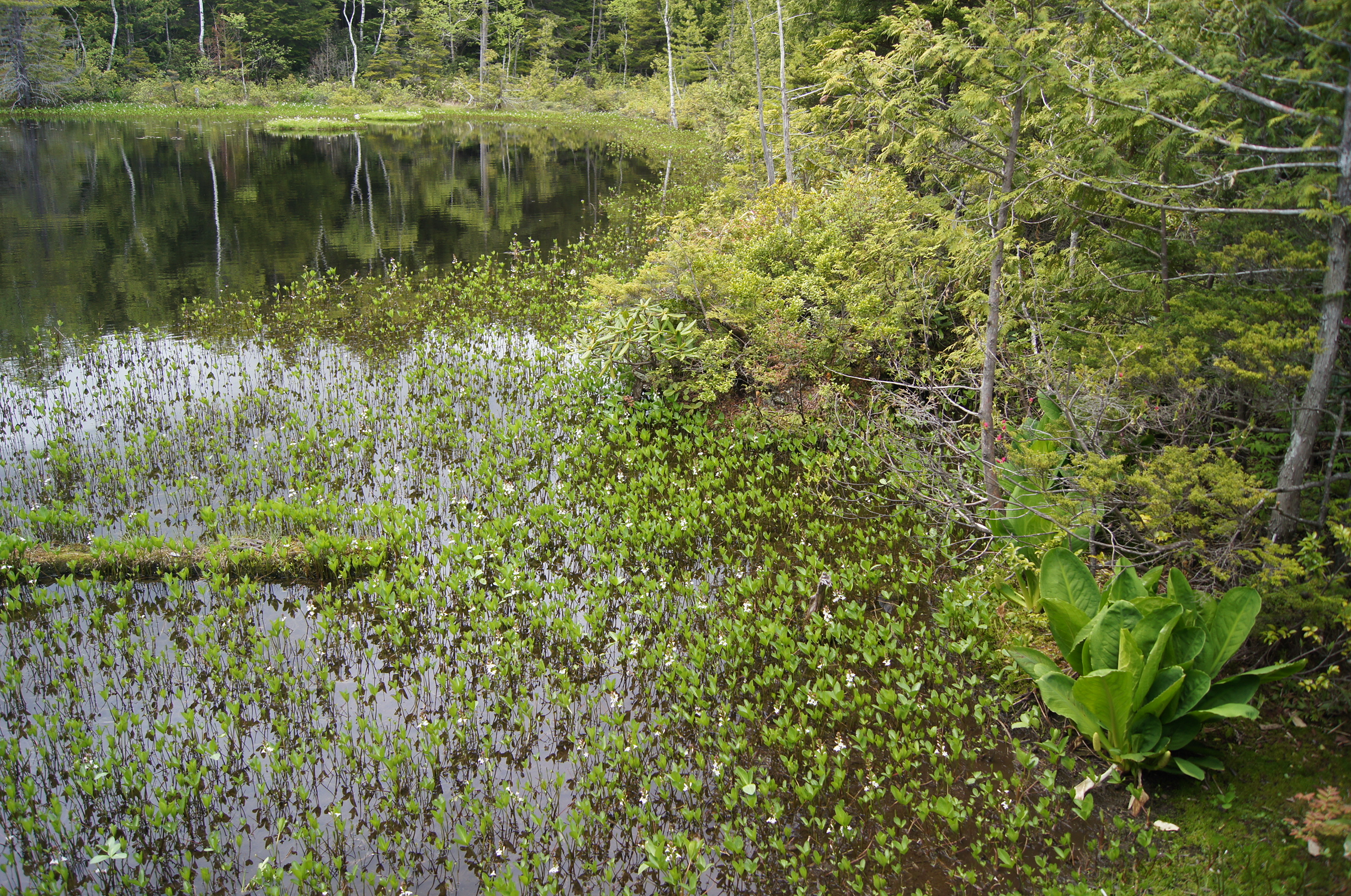
水芭蕉は花がほぼ終わり、ヤマツツジは今から開花、水面の花は満開
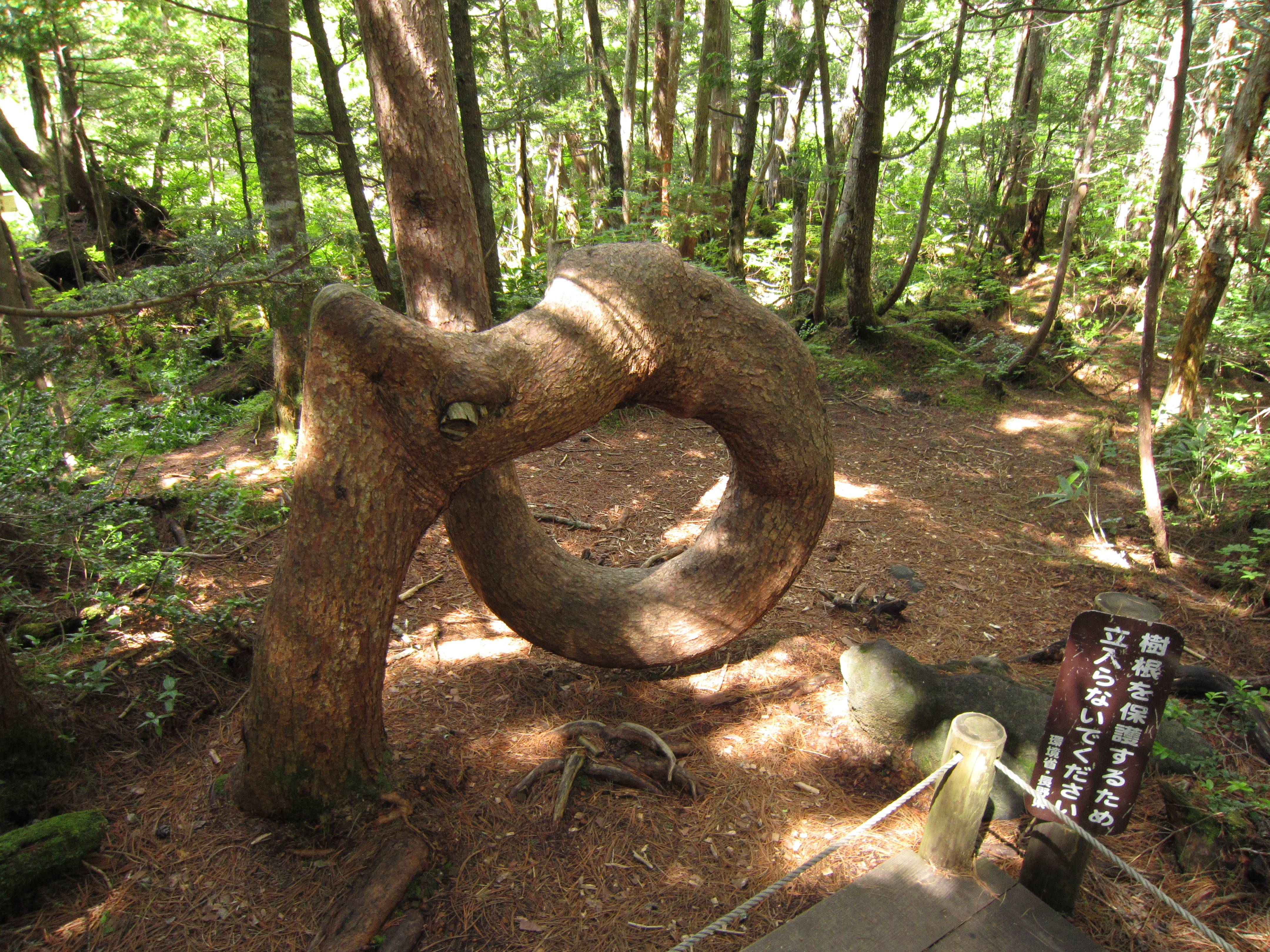
湖畔の根曲がり松

## 交通アクセス
- アルピコ交通上高地線の新島々駅から乗鞍方面行バスに乗車し55分、「休暇村」で下車し徒歩3分
- 長野自動車道の松本インターチェンジから約60分